# Campeonato Asiático de Atletismo de 2015 - Salto em distância feminino
A prova do salto em distância feminino do Campeonato Asiático de Atletismo de 2015 foi disputada no dia 3 de junho de 2015 no Wuhan Stadium em Wuhan, na China. 

## Recordes
Antes desta competição, os recordes mundiais e do campeonato nesta prova eram os seguintes:
|                       | Nome               | Nacionalidade   | Distância | Local     | Data                |
| --------------------- | ------------------ | --------------- | --------- | --------- | ------------------- |
| Recorde mundial       | Galina Chistyakova | União Soviética | 7m 52cm   | Leningrad | 11 de junho de 1988 |
| Recorde do campeonato | Guan Yingnan       | China           | 6m 83cm   | Fukuoka   | 1998                |
| Recorde asiático      | Yao Weili          | China           | 7m 01cm   | Jinan     | 4 de junho de 1993  |

## Medalhistas
| Ouro            | Prata              | Bronze            |
| Lu Minjia (CHN) | Jung Soon-ok (KOR) | Xu Xiaoling (CHN) |

## Cronograma
Todos os horários são locais (UTC+8)
| Data       | Hora  | Evento |
| ---------- | ----- | ------ |
| 3 de junho | 15:45 | Final  |

## Final
A final da prova ocorreu dia 3 de junho às 15:45. 
| Posição           | Atleta                    | Nacionalidade | #1   | #2   | #3   | #4   | #5   | #6   | Resultados | Notas |
| ----------------- | ------------------------- | ------------- | ---- | ---- | ---- | ---- | ---- | ---- | ---------- | ----- |
| Medalha de ouro   | Lu Minjia                 | China         | 6.41 | 6.52 | x    | x    | x    | x    | 6.52       |       |
| Medalha de prata  | Jung Soon-ok              | Coreia do Sul | 6.18 | 6.32 | 6.44 | x    | 6.33 | 6.47 | 6.47       |       |
| Medalha de bronze | Xu Xiaoling               | China         | 6.26 | x    | x    | 6.42 | 6.46 | x    | 6.46       |       |
| 4                 | Zhou Xiaoxue              | China         | 6.25 | 6.40 | x    | x    | 6.20 | 6.23 | 6.40       |       |
| 5                 | Noor Amira Mohamad Nafiah | Malásia       | 5.97 | x    | 6.14 | x    | x    | 6.29 | 6.29       |       |
| 6                 | Mayookha Johny            | Índia         | 6.10 | 6.03 | 6.17 | 6.24 | x    | 6.21 | 6.24       |       |
| 7                 | Anna Bulanova             | Quirguistão   | 6.10 | 6.02 | 5.87 | 5.89 | 5.96 | x    | 6.10       |       |
| 8                 | Konomi Kai                | Japão         | 6.06 | 6.05 | x    | –    | –    | –    | 6.06       |       |
| 9                 | Darya Reznichenko         | Uzbequistão   | 6.02 | 5.97 | 5.76 |      |      |      | 6.02       |       |
| 10                | Bae Chan-mi               | Coreia do Sul | 6.01 | x    | x    |      |      |      | 6.01       |       |
| 11                | Yurina Hiraka             | Japão         | 5.94 | x    | 5.86 |      |      |      | 5.94       |       |
| 12                | Anastasiya Juravleva      | Uzbequistão   | 5.92 | x    | x    |      |      |      | 5.92       |       |
| 13                | Fitriaindah Wahuni        | Indonésia     | x    | 5.80 | x    |      |      |      | 5.80       |       |
| 14                | Chan Ka Sin               | Hong Kong     | x    | 5.32 | x    |      |      |      | 5.32       |       |
| 15                | Maryam Babar              | Paquistão     | x    | x    | x    |      |      |      | NM         |       |

Legenda
| Recorde mundial       | Recorde mundial (World record)               |                       | Recorde africano                      | Recorde africano (African) |                                           | Q | Classificado por posição (Qualified) |
| Recorde do campeonato | Recorde do campeonato (Championship record)  | Recorde da América    | Recorde da América (Americas)         | q                          | Classificado por melhor tempo (Qualified) |   |                                      |
| Melhor marca do ano   | Melhor marca do ano (World leading)          | Recorde asiático      | Recorde asiático (Asian)              | DNS                        | Não largou (Did not start)                |   |                                      |
| Recorde nacional      | Recorde nacional (National record)           | Recorde europeu       | Recorde europeu (European)            | DNF                        | Não terminou (Did not finish)             |   |                                      |
| Recorde pessoal       | Recorde pessoal do atleta (Personal best)    | Recorde da Oceania    | Recorde da Oceania (Oceania)          | DSQ / DQ                   | Desclassificado (Disqualified)            |   |                                      |
| Recorde da temporada  | Recorde da temporada do atleta (Season best) | Recorde sul-americano | Recorde sul-americano (South America) | NM                         | Sem marca (No mark)                       |   |                                      |